# Дюдін Юрій Олексійович
Дюдін Юрій Олексійович (24 серпня 1962, Київ) — український дипломат. Надзвичайний і Повноважний Посол України в Аргентинській Республіці у 2013—2019 роках. Перший Надзвичайний і Повноважний Посол України в Республіці Чилі з 2023 року.

## Біографія

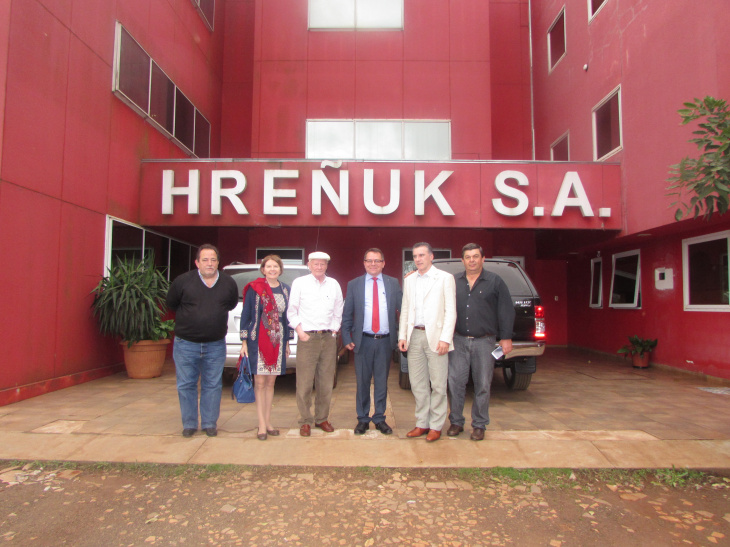
Посол України в Аргентині Юрій Дюдін (четвертий зліва) та директор Rosamonte Роман Гренюк на фабриці Hreñuk S.A., 2016 рік

Народився 24 серпня 1962 року в місті Києві. У 1984 році закінчив Київський державний педагогічний інститут іноземних мов за фахом «вчитель іспанської та англійської мов». Володіє іноземними мовами: англійська, іспанська, португальська, французька, російська.
У 1986—1989 рр. — гід-перекладач Київського відділення Держкомінтуристу СРСР
У 1989—1996 рр. — перекладач групи геологів-нафтовиків в Республіці Мозамбік
У 1996—1998 рр. — завідувач сектору технічного перекладу ДПЗД «Укрінтеренерго», Київ
З 09.1998-10.2001 — третій, другий секретар Посольства України у Федеративній Республіці Бразилія.
З 11.2001-01.2004 — другий, перший секретар Четвертого територіального управління Міністерства закордонних справ України.
З 01.2004-08.2008 — радник Посольства України в Португалії, тимчасовий повірений у справах України в Португальській Республіці
З 09.2008-11.2011 — радник, начальник відділу Другого територіального департаменту МЗС України.
З 11.2011-12.2012 — заступник начальника Управління країн Західної Європи Другого територіального департаменту МЗС України
З 12.2012-03.2013 — заступник начальника Управління країн Америки Другого територіального департаменту МЗС України
З 03.2013- 09.2013 — заступник директора Департаменту — начальник першого західноєвропейського відділу управління країн Західної Європи Другого територіального департаменту Міністерства закордонних справ України.
З 25.09.2013 — 19.07.2019 — Надзвичайний і Повноважний Посол України в Аргентинській Республіці.
З 07.07.2015 — 19.07.2019 — Надзвичайний і Повноважний Посол України в Східній Республіці Уругвай за сумісництвом.
З 07.07.2015 — 19.07.2019 — Надзвичайний і Повноважний Посол України в Республіці Чилі за сумісництвом.
З 07.07.2015 — 19.07.2019 — Надзвичайний і Повноважний Посол України в Республіці Парагвай за сумісництвом.
З 2019 — заступник директора департаменту — начальнику відділу Третього територіального департаменту Міністерства закордонних справ України
З 27 жовтня 2023 року — Надзвичайний і Повноважний Посол України в Республіці Чилі.